# Goondiwindi
Goondiwindi is een plaats in de Australische deelstaat Queensland en telt 5031 inwoners (2004).